# 北新橋駅
北新橋駅（ほくしんきょう / きたしんばし-えき）は、中華人民共和国北京市東城区に位置する北京地下鉄5号線の駅。

## 駅構造
島式ホーム1面2線の地下駅。開業当初からホームドア設置。
| 5号線ホーム | ←5号線 張自忠路・宋家荘方面 |
| 5号線ホーム | 島式ホーム                  |
| 5号線ホーム | 5号線 雍和宮・天通苑北方面→ |

## 駅周辺
- 北京豪鋒金鼎賓館
- 北京東方文化酒店
- 北京乾元国際商務酒店
- 盛銘賓館
- 景園賓館
- 海納賓館

## 歴史
- 2007年10月7日 - 開業。
- 2021年12月31日 - 首都機場線が開通し当駅に接続。

## 隣の駅
北京地下鉄
■5号線
張自忠路駅 - 北新橋駅 - 雍和宮駅
■首都機場線
北新橋駅 - 東直門駅
座標: 北緯39度56分22秒 東経116度24分39秒 / 北緯39.9394度 東経116.41089度